# 系統管理匯流排
系統管理匯流排（System Management Bus, 縮寫為SMBus）是一種源自於I2C的匯流排，其設計應用於輕量級的通訊，常見於電腦的電源管理系統（例如筆記型電腦的智能電池子系統），一些裝置（如溫度、電壓、電流或風扇傳感器）也通過SMBus報告系統管理資訊。
SMBus由Intel於1994年所定義，基於Philips I2C。FreeBSD、OpenBSD、NetBSD、Linux、Windows 2000或以後的Windows皆支援SMBus。

## 外部連結
- SMBus website （页面存档备份，存于）
- SBS forum （页面存档备份，存于）
- SMBus at tech-faq.com （页面存档备份，存于）

本條目部分或全部内容出自以GFDL授權發佈的《自由線上電腦詞典》（FOLDOC）。